# Scaramuccia Trivulzio
Scaramuccia Trivulzio (Milán, c. 1465 - Maguzzano, 3 de agosto de 1527) fue un jurista y eclesiástico italiano. 

## Biografía
Estudiante y después profesor de derecho civil y canónico en la Universidad de Pavía, fue consejero del rey Luis XII de Francia, referendario del Tribunal de la Signatura Apostólica y abad in commendam del monasterio de San Stefano del Corno. 
Obispo de Como entre 1508 y 1518, fecha en que cedió la diócesis a su hermano Antonio, fue creado cardenal presbítero en el consistorio celebrado el 1 de julio de 1517, recibiendo el título de S. Ciriaco alla Terme, en cuya dignidad participó en el cónclave de 1521-22 en que fue elegido papa Adriano VI y en el de 1523 en que lo fue Clemente VII; administrador apostólico de Piacenza desde 1519 hasta que renunció en favor de su sobrino Catalano en 1525, y Camarlengo del Colegio Cardenalicio en 1526. 
Ese mismo año sufrió la pérdida de gran parte de sus bienes cuando en el contexto de la guerra Italiana de 1521-1526 los franceses fueron expulsados de Lombardía y su rey Francisco I capturado en la batalla de Pavía; el duque de Milán Francesco Sforza confiscó sus posesiones en el Milanesado. 
Al año siguiente, cuando las tropas bajo el mando de Carlos de Borbón avanzaban sobre Roma, el cardenal Trivulzio partió hacia Verona, pero falleció en el camino en el monasterio de Maguzzano, donde fue sepultado.